# Viktor III.
Blahoslavený Viktor III., rodným jménem  Desiderius z Beneventa (1027 Benevento – 16. září 1087 Montecassino) byl papežem od 24. května 1086 až do své smrti.

## Život
V roce 1059 ho papež Mikuláš II. povýšil na kardinála. Po smrti sv. Řehoře VII. trvalo rok, než byl zvolen papežem. Krátce po zvolení musel kvůli lidovému povstání opustit Řím a odebrat se do kláštera v Montecasinu. Vedl spor se vzdoropapežem Klementem III.

## Odkazy

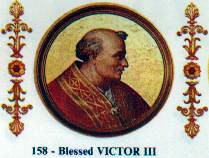
Portrét papeže bl. Viktora III. v bazilice sv. Pavla za hradbami